# باشگاه فوتبال کیوی
باشگاه فوتبال کیوی یک باشگاه فوتبال ساموایی مستقر در آپیا است. در حال حاضر در لیگ ملی ساموآ بازی می‌کند. این تیم بیشترین عناوین را در بین هر تیم فوتبال ساموایی کسب کرده است (در مجموع ۹ عنوان).

## افتخارات
- لیگ ملی ساموآ: ۷ قهرمانی
- جام حذفی ساموآ: ۲ قهرمانی